# Щавелевый суп

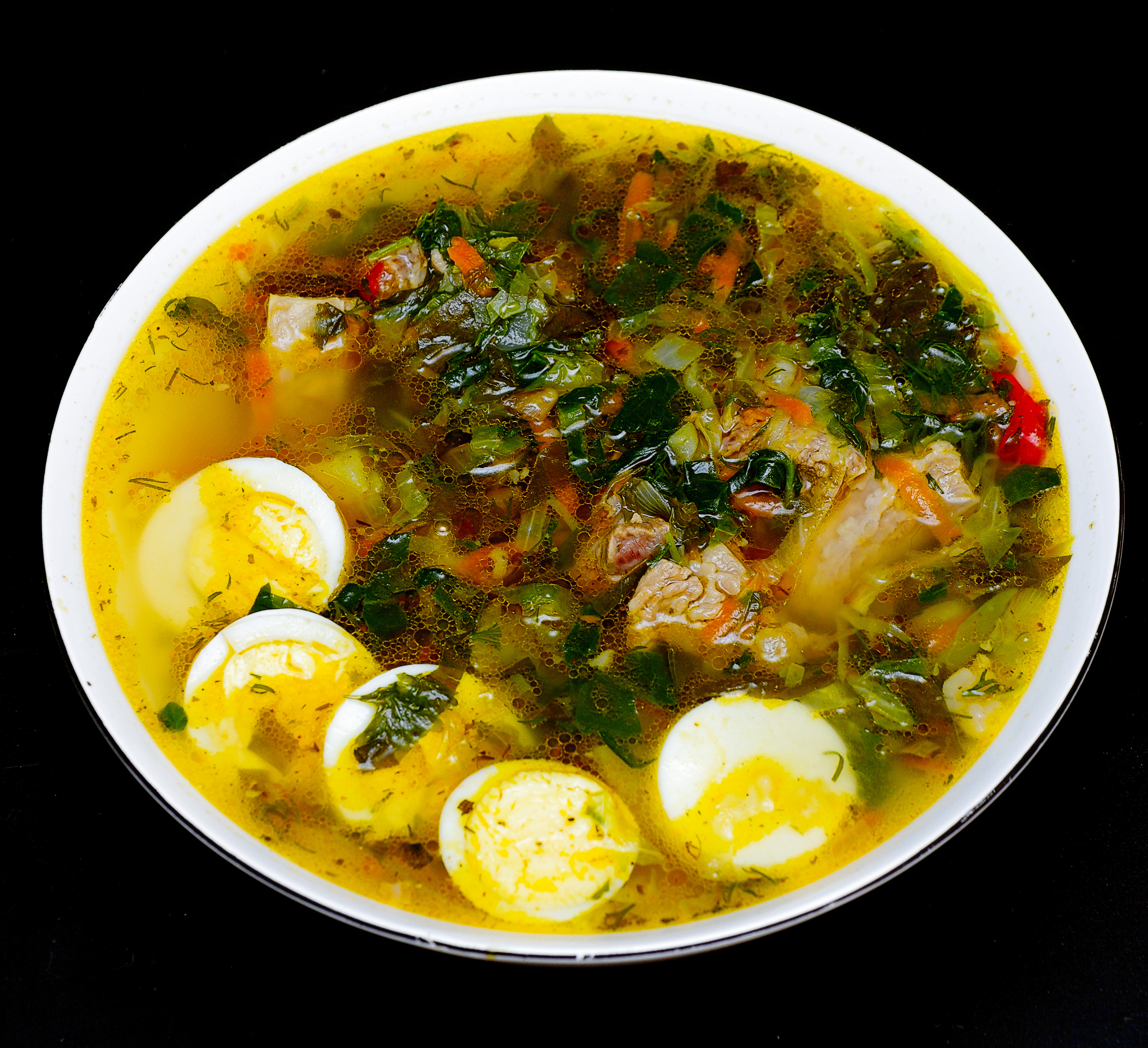
Зелёный заправочный суп с говядиной, щавелём, шпинатом и капустой

Щаве́левый суп — первое жидкое блюдо, одним из основных ингредиентов которого являются молодые листья дикорастущего, огородного или шпинатного щавеля. Достоинство щавеля, помимо высокого содержания витамина C, — его раннее отрастание весной, поэтому щавелевые супы считаются весенним блюдом.
В «Кулинарном путеводителе» Огюста Эскофье обнаруживается десяток супов-пюре и крем-супов со щавелём, в том числе с овсяной и перловой мукой, а также два рецепта «особо густых супов» со щавелевым пюре со сливками и вермишелью или тапиокой.
Щавелевые супы пользуются особой популярностью в странах Восточной Европы и встречаются в белорусской, еврейской, польской, русской и украинской кухнях. Их готовят как протёртыми, так и заправочными и подают как холодными, так и горячими. В холодные овощные супы на отварах щавель чаще идёт в пюреобразной форме: его предварительно припускают и протирают через сито; в горячих, обычно заправочных супах на бульонах рубленый щавель добавляют в конце варки блюда. Щавелевые супы часто сервируют с яйцом и сметаной.
В русской кухне щавель присутствует в таких супах, как ботвинья, зелёные щи, свекольник и холодный борщ. В кулинарной книге 1902 года «Поварское искусство» П. М. Зеленко приводятся рецепты супов из щавеля: чистого, с льезоном и с льезоном и головками спаржи. В России щавель, как и другие травы, заквашивали с солью или сушили с тем, чтобы готовить с ним зимой зелёные щи и соусы. В русской кулинарной традиции не принято добавлять в супы со щавелём помидоры. В Белоруссии со щавелём готовят холодник и щавельник с грибами. Украинская кухня славится зелёным борщом со щавелём.
В Азербайджане с нарезанным щавелём и другими травами готовят на катыке горячую или холодную довгу. Супы со щавелём встречаются также в странах Центральной Азии. В узбекской кухне имеется суп «шовул шурпа». В таджикской кухне с рубленым щавелём, пряной зеленью и картофелем готовят суп «оши-сиёлаф», который подают горячим и заправляют катыком. В туркменской кухне имеется суп чектырме на бараньем бульоне со щавелём и другими травами и помидорами.